# 中国人民武装警察部队警官学院广州训练基地
中国人民武装警察部队警官学院广州训练基地，是一所武警部队初级指挥干部军事高等院校分校区，隶属武警警官学院。有“南粤警官熔炉”之称。

## 历史与沿革
- 1984年3月，中华人民共和国国务院批准武警广东总队教导大队升格中国人民武装警察部队广州指挥学校。
- 2000年9月，升格中国人民武装警察部队广州指挥学院。
- 2017年7月，根据中共中央总书记、中央军委主席习近平的整编命令，在原武警警官学院、福州指挥学院、广州指挥学院基础上，调整组建成立新的武警警官学院。[2]

## 历任领导

### 历任政治委员
1. 李进（？-2015年8月前）[3]